# Edgar Snow
Edgar Parks Snow (Kansas City (Missouri), 17 luglio 1905 – Eysins, 15 febbraio 1972) è stato un giornalista, scrittore e sinologo statunitense, noto per i suoi libri e i suoi articoli sul comunismo in Cina e sulla Rivoluzione comunista cinese.
Fu il primo giornalista occidentale a dare un resoconto completo della storia del Partito Comunista Cinese dopo la Lunga Marcia, e fu il primo a intervistare molti dei suoi capi, incluso Mao Zedong. È noto soprattutto per il suo libro, Stella rossa sulla Cina (1937), un resoconto del movimento comunista cinese dalla sua fondazione fino alla fine degli anni 1930.

## Biografia

### Carriera iniziale
Edgar nacque a Kansas City (Missouri). Prima di stabilirsi in Missouri, i suoi antenati avevano vissuto in Carolina del Nord, Kentucky e Kansas. Studiò brevemente giornalismo all'Università del Missouri, e si iscrisse al capitolo Zeta Phi della confraternita Beta Theta Pi, ma prima di laurearsi si trasferì a New York per seguire una carriera nella pubblicità. Fece un po' di soldi in borsa poco prima del crollo di Wall Street del 1929. Nel 1928 usò il denaro per viaggiare intorno al mondo, con l'intenzione di scrivere dei suoi viaggi. Arrivò a Shanghai quell'estate e rimase in Cina per tredici anni.
Trovò rapidamente lavoro presso il China Weekly Review, diretto da J. B. Powell, un laureato della Scuola di giornalismo del Missouri. Divenne amico di numerosi eminenti scrittori e intellettuali cinesi, compreso Soong Ching-ling. Nei suoi primi anni in Cina sostenne Chiang Kai-shek, notando che Chiang aveva più laureati di Harvard nel suo gabinetto di quanti ve ne fossero in quello di Franklin Roosevelt. Nel 1932 sposò Helen Foster, che stava lavorando al Consolato statunitense fino a quando non poté cominciare la propria carriera nel giornalismo, scrivendo sotto lo pseudonimo di "Nym Wales". Durante gran parte degli anni 1930, pur vivendo a Shanghai, Snow viaggiò ampiamente attraverso la Cina, spesso su incarico del Ministero delle ferrovie cinese. Mentre lavorava a Shanghai girò le zone colpite dalla carestia nella Cina nordoccidentale, visitò quella che sarebbe diventata la strada della Birmania, riferì della guerra non dichiarata con il Giappone e divenne un corrispondente per il Saturday Evening Post.
Nel 1933, dopo una luna di miele in Giappone, Snow e sua moglie si trasferirono a Beiping, come era chiamata Pechino a quel tempo. Insegnarono giornalismo a tempo parziale all'Università di Yenching, una delle più eminenti università cristiane in Cina. Egli e sua moglie studiarono il cinese e divennero moderatamente fluenti. Oltre a scrivere un libro sull'aggressione giapponese in Cina, Far Eastern Front (Fronte estremo-orientale), Snow curò anche una raccolta di moderni racconti brevi cinesi (tradotti in inglese), Living China (Cina viva). Gli Snow presero in prestito opere di attualità dalla biblioteca di Yenching e lessero i principi del marxismo. La coppia fece conoscenza con i capi studenteschi del movimento antigiapponese 9 dicembre. Attraverso i loro contatti con la rete comunista clandestina, Snow fu invitato a visitare il quartier generale di Mao Zedong.

### ScrivendoStella rossa sulla Cina
Nel giugno 1936, Snow lasciò Beiping con una lettera di presentazione di Song Qingling (che fu politicamente vicina ai comunisti) e arrivò a Xi'an. L'esercito nazionalista stava formalmente mettendo il blocco alle aree controllate dai comunisti, ma i soldati dell'esercito manciuriano di stanza a Xi'an volevano collaborare con i comunisti per opporsi ai Giapponesi e permisero a Snow di entrare. Snow era accompagnato nel viaggio da George Hatem (un amico di Agnes Smedley), che aveva scritto dei comunisti cinesi, ma la cui presenza fu tenuta segreta per molti anni. Snow si preparava a scrivere un libro sul movimento comunista in Cina da parecchi anni, e a un certo punto aveva perfino firmato un contratto. Tuttavia, il suo contributo più importante furono le interviste che condusse con i capi supremi del partito. Quando Snow scrisse, non vi erano resoconti affidabili che raggiungessero l'Occidente di quello che stava accadendo nelle aree controllate dai comunisti. Altri scrittori, come Agnes Smedley, avevano scritto in modo abbastanza dettagliato dei comunisti cinesi prima della Lunga Marcia, ma nessuno li aveva visitati o aveva avuto interviste di prima mano con la nuova dirigenza che era emersa dopo la Lunga Marcia.
Snow fu portato attraverso le linee di contenimento fino al quartier generale comunista a Bao'an, dopo trascorse quattro mesi (fino all'ottobre 1936) intervistando Mao e altri leader comunisti. Fu accolto da folle di cadetti e truppe che gridavano slogan di benvenuto, e Snow in seguito ricordò che "l'effetto prodotto su di me fu altamente emotivo". Lungo un periodo di dieci giorni, Mao si incontrò con Snow e narrò la sua autobiografia. Sebbene Snow non lo sapesse al tempo, Mao fu piuttosto cauto in queste interviste, e benché asserisse di non aver subito costrizioni, Snow fece numerose revisioni su richiesta di Mao o di Zhou.
Dopo essere ritornato a Beiping in autunno, scrisse freneticamente. Per prima cosa pubblicò un breve resoconto in China Weekly Review, poi una serie di pubblicazioni in cinese. A Red Star Over China (Stella rossa sulla Cina), pubblicato per la prima volta a Londra nel 1937, fu riconosciuto il merito di aver presentato sia ai lettori cinesi che stranieri non tanto il Partito comunista, che era ragionevolmente ben noto, ma Mao Zedong. Mao non era, come era stato riportato, morto, e Snow riferì che Mao era un riformatore politico, non puramente il rivoluzionario militare o radicale che era stato durante gli anni 1920.
Nelle prime quattro settimane dopo la sua pubblicazione, Stella rossa sulla Cina vendette oltre 12 000 copie, e rese effettivamente Snow famoso in tutto il mondo. Il libro diventò rapidamente un'introduzione "tipica" al primo movimento comunista in Cina.

### Attività in Cina durante la Seconda guerra mondiale
Dopo la invasione giapponese della Cina nel 1937, gli Snow diventarono membri fondatori dell'Associazione delle Cooperative Industriali Cinesi (Indusco). L'obiettivo dell'Indusco era di istituire cooperative di lavoratori in aree non controllate dai Giapponesi, attraverso cui i lavoratori cinesi si sarebbero procurati un'occupazione stabile, un'istruzione, beni di consumo e industriali e l'opportunità di gestire le proprie fattorie e fabbriche. L'opera di Snow nell'Indusco riguardava principalmente la sua presidenza del Comitato di Adesione e Propaganda, che gestiva il supporto pubblico e finanziario. L'Indusco alla fine riuscì a creare 1.850 cooperative di lavoratori. Snow visitò di nuovo Mao a Yan'an nel 1939.
Edgar Snow fece un servizio sul Massacro di Nanchino, e perfino sulle reazioni giapponesi al massacro, affermando:
"A Shanghai alcuni Giapponesi sentivano profondamente la vergogna e l'umiliazione. Ricordo, per esempio, di aver parlato una sera con un amico giapponese, un giornalista di vedute liberali che sopravviveva tenendo le sue opinioni per sé, e il cui nome ometto per la sua protezione. 'Sì, sono tutti veri,' ammise inaspettatamente quando gli chiesi dei servizi su alcune atrocità, 'solo che i fatti in realtà sono peggiori di qualsiasi storia finora pubblicata.' C'erano lacrime nei suoi occhi e ritenni che il suo dolore fosse sincero."
Il suo servizio sul Massacro di Nanchino apparve nel suo libro del 1941 Scorched Earth (Terra bruciata).
Snow incontrò Kaji Wataru e sua moglie, Yuki Ikeda. Sia Kaji sia Yuki erano sopravvissuti all'attacco di un bombardamento giapponese su Wuchang e lo incontrarono presso la YMCA della Marina ad Hankow. Snow li incontrò di nuovo un anno dopo a Chongqing e si ricordò che:
"Il Giappone era pieno di persone per bene come loro che, se non avessero avuto i crani imbottiti dei miti della dea del Sole e di altre schifezze imperialiste, e non fosse stato vietato loro l'accesso a 'pensieri pericolosi', e non fossero stati armati da ipocriti americani e britannici, potrebbero vivere facilmente in un mondo cooperativo civilizzato se uno qualunque di noi potesse procurarlo." 

### Giornalismo successivo
Poco prima che gli Stati Uniti entrassero nella Seconda guerra mondiale, nel 1941, Snow fece un giro delle aree dell'Asia occupate dal Giappone e scrisse il suo secondo libro più importante, Battle for Asia (Battaglia per l'Asia), sulle sue osservazioni. Dopo aver scritto il libro, Snow e sua moglie ritornarono negli Stati Uniti, dove si separarono. Nell'aprile 1942 il Saturday Evening Post lo inviò all'estero come corrispondente di guerra. Snow viaggiò in India, Cina e Russia per fare servizi sulla Seconda guerra mondiale dalla prospettiva di quei paesi. In Russia condivise le sue osservazioni sulla battaglia di Stalingrado con l'Ambasciata statunitense. A volte, la difesa da parte di Snow di vari governi alleati non democratici fu attaccata come sfacciata propaganda bellica, anziché osservazioni giornalistiche neutrali, ma Snow difese i suoi servizi, affermando:

"In questo cataclisma internazionale provocato dai fascisti non è possibile per qualsiasi persona rimanere neutrale più di quanto sia possibile per un uomo circondato dalla peste bubbonica rimanere 'neutrale' verso la popolazione dei topi. Che vi piaccia o no, la vostra vita come forza è obbligata o ad aiutare i topi o ad ostacolarli. Nessuno può essere immunizzato contro i germi della storia."
Verso il 1944, Snow stava vacillando dinanzi alla domanda se Mao e i comunisti cinesi fossero effettivamente "democratici agrari", piuttosto che comunisti impegnati inclini al dominio totalitario. Il libro del 1944, People On Our Side (Persone dalla nostra parte), enfatizzò il loro ruolo nella lotta contro il fascismo. In un discorso, egli descrisse Mao e i comunisti cinesi come una forza progressista che desiderava una Cina democratica, libera. Scrivendo per The Nation, Snow affermò che i comunisti cinesi "si trovano ad aver rinunciato, ormai anni fa, a qualsiasi intenzione di stabilire il comunismo [in Cina] nel prossimo futuro." Dopo la guerra, Snow ritrattò questa opinione dei comunisti come movimento democratico.
Mentre lavorava come corrispondente in Russia, scrisse tre libri brevi sul ruolo della Russia nella Seconda guerra mondiale e negli affari mondiali: People on Our Side (Persone dalla nostra parte, 1944); The Pattern of Soviet Power (Il modello del potere sovietico, 1945); e Stalin Must Have Peace (Stalin deve avere pace, 1947).
Nel 1949 Snow divorziò da Helen Foster e sposò la sua seconda moglie, Lois Wheeler. Ebbero un figlio, Christopher (nato nel 1949) che morì di cancro nell'ottobre 2008, e una figlia, Sian (nata nel 1950), che prese il nome dalla località cinese di Sian, che vive e lavora come traduttrice e redattrice nella regione di Ginevra, non lontano da sua madre.

### Periodo maccartista, esilio in Svizzera
A causa delle sue relazioni con i comunisti e del suo trattamento altamente favorevole nei loro confronti come corrispondente di guerra, Snow divenne oggetto di sospetto dopo la Seconda guerra mondiale. Durante il periodo maccartista, fu interrogato dall'FBI e gli fu chiesto di svelare l'ampiezza della sua relazione con il Partito comunista. In articoli pubblicati, Snow si lamentò di quello che vedeva come l'atteggiamento unilaterale, conservatore e anticomunista degli Stati Uniti. In seguito, negli anni 1950, pubblicò altri due libri sulla Cina: Random Notes on Red China (1957), una raccolta di materiali sulla Cina precedentemente inutilizzati di interesse per gli studiosi della Cina stessa; e, Journey to the Beginning (Viaggio verso l'inizio), un resoconto autobiografico delle sue esperienze in Cina prima del 1949. Durante gli anni 1950, Snow trovò difficile guadagnarsi da vivere attraverso la sua scrittura, e decise di lasciare gli Stati Uniti. Si trasferì con sua moglie in Svizzera nel 1959, ma rimase un cittadino statunitense.

### Visite di ritorno in Cina
Snow ritornò in Cina nel 1960 e nel 1964, intervistò Mao Zedong e Zhou Enlai, viaggiò estesamente e parlò con molte persone. Il suo libro del 1963, The Other Side of the River (L'altra riva del fiume), dettaglia la sua esperienza, incluse le sue ragioni per negare che la crisi del 1959-1961 fosse effettivamente una carestia.
Nel 1970, egli – questa volta con sua moglie, Lois Wheeler Snow – fece un ultimo viaggio in Cina. Nel dicembre 1970, Mao Zedong chiamò Snow nel suo ufficio una mattina prima dell'alba per un colloquio informale che durò oltre cinque ore, durante il quale Mao disse a Snow che avrebbe accolto Richard Nixon in Cina o come turista o nella sua veste ufficiale come Presidente degli Stati Uniti. Snow raggiunse un accordo con la rivista Time per pubblicare la sua ultima intervista con Mao, incluso l'invito a Nixon, a condizione che fosse pubblicata anche la precedente intervista con Zhou Enlai. La Casa Bianca seguì questa visita con interesse, ma diffidava di Snow e della sua reputazione pro-comunista. Quando Snow si ammalò di tumore pancreatico e ritornò a casa dopo un intervento, Zhou Enlai spedì una squadra di medici cinesi in Svizzera, incluso George Hatem.

### Morte

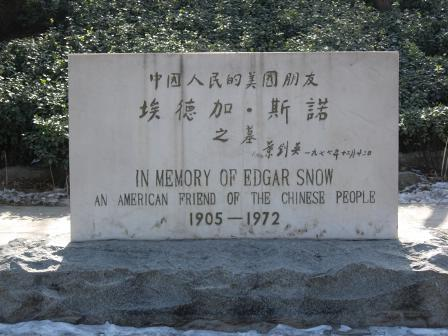
Metà delle ceneri di Edgar Snow sono sepolte sul campus dell'Università di Pechino, Pechino, a fianco del Lago Weiming.

Snow morì il 15 febbraio 1972, la settimana in cui il presidente Nixon era in viaggio per la Cina, e non riuscì dunque a vedere la normalizzazione delle relazioni.: fu stroncato da un cancro, all'età di 66 anni, nella sua casa di Eysins vicino a Nyon VD, Svizzera. Dopo la sua morte, le ceneri furono divise in due parti su sua richiesta. Una metà fu sepolta a Sneden's Landing, vicino al fiume Hudson. L'altra metà fu seppellita sui terreni dell'Università di Pechino, che aveva occupato il campus dell'Università di Yenching, dove Snow aveva insegnato negli anni 1930. Il suo ultimo libro, The Long Revolution (La lunga rivoluzione), fu pubblicato postumo da Lois Wheeler Snow.
Nel 1973 Lois Wheeler Snow andò in Cina per seppellire metà delle ceneri di suo marito nel giardino dell'Università di Pechino. Nel 2001 – insieme a suo figlio Chris – viaggiò a Pechino per offrire sostegno, e denaro, all'associazione delle donne che avevano perso i loro figli nel massacro di Tienanmen del 1989. Una delle madri era prigioniera in casa, con il divieto di ricevere visite, l'altra arrestata dopo aver ricevuto i fondi. Louise protestò, rilasciò dichiarazioni alla stampa internazionale e minacciò di rimuovere i resti di suo marito dal suolo cinese. Nella sua lettera all'ambasciatore cinese a Ginevra, Lois Wheeler Snow espresse il desiderio che il popolo della Cina fosse liberato dall'oppressione, dalla corruzione e dall'abuso di potere, – di nuovo, come aveva fatto nel 1949.

## Valutazione degli studiosi della Cina
I servizi di Snow dalla Cina negli anni 1930 sono stati da una parte lodati come preveggenti, dall'altra incolpati dell'ascesa di Mao e del comunismo. Alcuni storici della Cina hanno giudicato la scrittura di Snow molto positivamente. John K. Fairbank lodò i servizi di Snow per aver dato all'Occidente il primo resoconto articolato del Partito Comunista Cinese e dei suoi capi, che egli chiamò "disastrosamente profetico". Scrivendo trent'anni dopo la prima pubblicazione di  Stella rossa sulla Cina, Fairbank affermò che il libro aveva "resistito alla prova del tempo... sia come registrazione storica sia come indicazione di una tendenza."
Altri storici sono stati più critici su Snow. La biografia di Jung Chang e Jon Halliday, Mao: The Unknown Story (Mao: la storia sconosciuta) descrive Snow come un portavoce di Mao e lo accusa di fornire miti, asserendo che aveva perso la sua obiettività a tal punto che presentava una versione romanticizzata della Cina comunista.
Jonathan Mirsky, una voce critica, affermò che ciò che Snow fece negli anni 1930 fu "descrivere i comunisti cinesi prima di chiunque altro, e segnare così uno scoop di classe mondiale." Dei suoi servizi del 1960, tuttavia, dice che Snow "andò molto oltre quelli che ritenevano che Mao e i suoi compagni avrebbero preso il potere." Si era accontentato delle assicurazioni di Zhou Enlai e di Mao Zedong che, sebbene ci fosse un problema alimentare, veniva trattato con successo," il che non era vero, e se "Snow fosse stato il cronista che era stato negli anni 1930 lo avrebbe scoperto." In Mao: A Reinterpretation (Mao: una reinterpretazione) un'opera simpatizzante per Mao, Lee Feigon critica il resoconto di Snow per le sue inaccuratezze, ma loda Red Star per essere "[il] ritratto seminale di Mao" e si affida all'opera di Snow come riferimento critico per tutto il libro.

## Opere
- Living China: Modern Chinese Short Stories. Harrap, Londra, 1936
- Red Star Over China (varie edizioni, Londra, New York, 1937–1944). Reprinted Read Books, 2006, ISBN 978-1-4067-9821-0; Hesperides Press, 2008, ISBN 978-1-4437-3673-2 (trad. it. Stella rossa sulla Cina. Storia della rivoluzione cinese, Il Saggiatore, 2016, ISBN 978-88-428-2224-0).
- Scorched Earth, Gollancz, Londra, 1941
- The Battle for Asia
- Far Eastern Front
- People On Our Side. Random House, 1944.
- Stalin Must Have Peace. Random House, 1947.
- China, Russia, and the USA
- Red China Today: The Other Side of the River. Gollancz, Londra, 1963. Nuova edizione, Penguin Books, 1970. ISBN 0-14-021159-4 (trad. it. L'altra riva del fiume. La Cina oggi, Einaudi, 1968).
- The Long Revolution. Random House, 1972 (trad. it. La lunga rivoluzione, Einaudi, 1973).
- Journey to the Beginning: a memoir, 1958.